# Lijst van Belgische deelnemers aan de Paralympische Zomerspelen 1976
Deze lijst van Belgische deelnemers aan de Paralympische Zomerspelen 1976 in Toronto (Canada) geeft een overzicht van de sporters die zich hebben gekwalificeerd voor de Spelen.
| Paralympiër         | Sport                                       | Onderdeel | Ervaring   |
| ------------------- | ------------------------------------------- | --- | ---------- |
| Achiel Braet        | Atletiek                                    | Discuswerpen Klasse F 100 m Klasse F Hoogspringen Klasse F Kogelstoten Klasse F Speerwerpen Klasse F                                                                | Debutant   |
| Aime Desal          | Atletiek Boogschieten Dartchery             | Precisie Speerwerpen Klasse 1C-5 FITA Ronde Klasse Open Paren Klasse open                                                                                           | 2de Spelen |
| Andre Allemeersch   | Atletiek                                    | Discuswerpen Klasse 4 100 m Klasse 4 Kogelstoten Klasse 4 Speerwerpen Klasse 4                                                                                      | 3de Spelen |
| Andre de Prins      | Atletiek                                    | Discuswerpen Klasse B Kogelstoten Klasse B Speerwerpen Klasse B | Debutant   |
| Annie Cornil        | Atletiek                                    | 60 m Klasse 4 800 m Klasse 4 Slalom Klasse 4 | Debutant   |
| Charles Ledent      | Atletiek                                    | 60 m Klasse A Hoogspringen Klasse A Verspringen Klasse A | Debutant   |
| Dirk Cossaer        | Atletiek Zwemmen                            | Slalom Klasse 3 50 m Rugslag Klasse 3 | Debutant   |
| E. Smekens          | Atletiek                                    | 60 Klasse A Verspringen Klasse A | Debutant   |
| Filip Bardoel       | Atletiek Boogschieten Zwemmen               | Vijfkamp Klasse 5 Korte metrische ronde Klasse open 3x100 m Wisselslag Klasse open 4x100 m Wisselslag Klasse open                                                   | Debutant   |
| Frank Jespers       | Atletiek Schermen                           | 100 m Klasse 3 200 m Klasse 3 Sabel Klasse 2-3 | 3de Spelen |
| Gerard de Witte     | Atletiek                                    | Discuswerpen Klasse D Precisie Speerwerpen Klasse D Speerwerpen Klasse D Kogelstoten Klasse D                                                                       | Debutant   |
| Gilbert Pollet      | Atletiek                                    | Discuswerpen Klasse A Kogelstoten Klasse A Speerwerpen Klasse A | Debutant   |
| John Deraet         | Atletiek Zwemmen                            | 60 m Klasse A Hoogspringen Klasse A Verspringen Klasse A 100 m Vrije Slag Klasse A                                                                                  | Debutant   |
| Jozef Devriese      | Atletiek Tafeltennis Zwemmen                | Kogelstoten Klasse D Individueel Klasse D 100 m Rugslag Klasse D 100 m Vrije Slag Klasse D                                                                          | Debutant   |
| Marcel Chollot      | Atletiek                                    | Discuswerpen Klasse D Kogelstoten Klasse D Precisie Speerwerpen Klasse D Speerwerpen Klasse D                                                                       | Debutant   |
| Martin Sallaert     | Atletiek                                    | 100 m Klasse B Hoogspringen Klasse B Verspringen Klasse B | Debutant   |
| Michel de Kemp      | Atletiek                                    | Discuswerpen Klasse 1B 60 m Klasse 1B Kegelwerpen Klasse 1B Kogelstoten Klasse 1B Slalom Klasse 1B                                                                  | 2de Spelen |
| Noel Schoonjans     | Atletiek                                    | Discuswerpen Klasse B Kogelstoten Klasse B Speerwerpen Klasse B | Debutant   |
| Philip Wouters      | Atletiek                                    | Discuswerpen Klasse 1A Kegelwerpen Klasse 1A Kogelstoten Klasse 1A Precisie Kegelwerpen Klasse 1A                                                                   | Debutant   |
| Pierre de Coster    | Atletiek                                    | Discuswerpen Klasse B 100 m Klasse B Hoogspringen Klasse B Speerwerpen Klasse B Verspringen Klasse B                                                                | Debutant   |
| Remi van Ophem      | Atletiek                                    | Discuswerpen Klasse 4 100 m Klasse 4 800 Klasse 4 1500 m Klasse 4 Kogelstoten Klasse 4 Speerwerpen Klasse 4                                                         | 2de Spelen |
| Robert Fraeyman     | Atletiek                                    | Discuswerpen Klasse A Kogelstoten Klasse A Speerwerpen Klasse A | Debutant   |
| Ronny Waterbley     | Atletiek Schermen Tafeltennis               | Discuswerpen Klasse 5 Sabel Klasse 4-5 Individueel Klasse 4-5 | Debutant   |
| Guy Grun            | Boogschieten Dartchery                      | FITA Ronde Klasse Open Paren Klasse open | 3de Spelen |
| Jozef Meysen        | Boogschieten Dartchery                      | FITA Ronde Klasse Open Paren Klasse open | Debutant   |
| Alice Verhee        | Boogschieten Dartchery Schermen Tafeltennis | FITA Ronde Klasse Open Paren Klasse open Degen Klasse 2-3 Individueel Klasse 3                                                                                      | 3de Spelen |
| Santino Fenucci     | Boogschieten                                | Uitgebreide Metrische ronde Klasse Open | Debutant   |
| Frans Peeters       | Boogschieten                                | Beginners Ronde Klasse Open | Debutant   |
| Andre Gurman        | Gewichtheffen                               | Vedergewicht | 3de Spelen |
| Freddy Mus          | Gewichtheffen                               | Middengewicht | Debutant   |
| Wim Jacob           | Schermen                                    | Sabel Klasse 2-3 | Debutant   |
| Wilfred van Brauene | Schermen                                    | Sabel Klasse 4-5 | 3de Spelen |
| Ann Matthys         | Schermen Tafeltennis                        | Degen Klasse 4-5 Individueel Klasse 4-5 | 3de Spelen |
| Solange de Paepe    | Tafeltennis                                 | Individueel Klasse 2 | Debutant   |
| Leopold de Haes     | Tafeltennis                                 | Individueel Klasse 3 | Debutant   |
| Franco Cassamassa   | Tafeltennis                                 | Individueel Klasse 3 | Debutant   |
| Richard de Zutter   | Tafeltennis                                 | Individueel Klasse 4-5 | 3de Spelen |
| Noel van Dooren     | Tafeltennis                                 | Individueel Klasse D | Debutant   |
| Andre Fievez        | Zwemmen                                     | 100 m Schoolslag B 100 m Vrije Slag Klasse B | Debutant   |
| Eddy de Vos         | Zwemmen                                     | 4x50 m Wisselslag Klasse E 50 m Rugslag Klasse E 50 m Schoolslag Klasse E 50 m Vlinderslag Klasse E 50 m Vrije Slag Klasse E                                        | Debutant   |
| Johan Degriuse      | Zwemmen                                     | 100 m Schoolslag Klasse B 100 m Vrije Slag Klasse B | Debutant   |
| Johan van Keymeulen | Zwemmen                                     | 3x50 m Wisselslag Klasse 5 3x100 m Wisselslag Klasse open 4x100 m Wisselslag Klasse open 100 m Rugslag Klasse 5 100 m Schoolslag Klasse 5                           | 3de Spelen |
| Pascal Cornelis     | Zwemmen                                     | 4x100 m Wisselslag Klasse open 25 m Rugslag Klasse 2 25 m Schoolslag Klasse 2                                                                                       | Debutant   |
| Rudy van den Abelle | Zwemmen                                     | 3x50 m Wisselslag Klasse 5 3x100 m Wisselslag Klasse open 4x100 m Wisselslag Klasse open 100 m Rugslag Klasse 5 50 m Vlinderslag Klasse 5 100 m Vrije Slag Klasse 5 | Debutant   |
| van Looy            | Zwemmen                                     | 100 m Schoolslag Klasse A 100 m Vrije Slag Klasse A | Debutant   |

## Opmerkingen
- De namen van het basketbal heren van 1976 zijn niet bekend.
- De namen van het goalball heren van 1976 zijn niet bekend.